# گورنگا راسوواچا
گورنگا راسوواچا (به صربی: Gornja Rasovača) یک روستا در صربستان است که در مروشینا واقع شده‌است.